# Benedetta Scuderi
Benedetta Scuderi (nascida a 8 de Setembro de 1991) é uma política italiana da Europa Verde que foi eleita membro do Parlamento Europeu em 2024. De 2022 a 2024 desempenhou funções como co-porta-voz da Federação dos Jovens Verdes Europeus.

## Início da vida e carreira
Scuderi nasceu em Agropoli, na província de Salerno. Possui um mestrado em sustentabilidade e energia pela Universidade Bocconi e um mestrado em políticas públicas pela University College London. Depois de trabalhar para a Libera, juntou-se aos Verdes em 2019 e, mais tarde, foi co-fundadora da ala jovem da Europa Verde.